# Saved (serie televisiva)
Saved è una serie televisiva medica andata in onda negli Stati Uniti sul canale via cavo TNT e, in Italia sul canale Italia 1.
Creata da David Manson, Saved racconta la storia di Wyatt Cole, un paramedico di Portland (Oregon) con un violento passato ed una storia di giocatore d'azzardo. La serie segue gli alti e bassi della vita di Wyatt, dal flusso di adrenalina che ricava dal suo occupatissimo lavoro 24 ore su 24 alle decisioni che prende nella sua vita privata.
La serie ha esordito negli USA, il 12 giugno 2006. L'episodio pilota "Un giorno di vita (A Day in the Life)" ha ottenuto 5.100.000 di spettatori, ma nonostante i dati, il The Hollywood Reporter riportò ben presto la notizia che la TNT non avrebbe rinnovato la serie per una seconda stagione.
La serie è caratterizzata dall'uso delle musiche che sono tutte di genere rock classico comprendente artisti come The Who, Queen, The Doors, Jimi Hendrix, Joni Mitchell e tanti altri.
Il telefilm si inserisce nel filone della cosiddetta "cutting edge" ovvero di quel mal di vivere che opprime diverse persone nel Mondo per questo il personaggio di Wyatt Cole risultò alla critica estremamente interessante data anche l'ottima performance dell'attore Tom Everett Scott.
La serie ha esordito in prima visione assoluta su Italia 1 il 12 settembre 2007 all'interno della serata "DOC" insieme alle serie Dr. House - Medical Division e Grey's Anatomy.

## Trama
Wyatt Cole (Tom Everett Scott) è un giovane paramedico di Portland con il vizio del gioco d'azzardo. Per pagare l'ennesimo debito di gioco, Wyatt chiede un prestito al padre Martin (David Clennon) che glielo concede solo a patto che si reiscriva a medicina e completi gli studi; Wyatt accetta l'accordo, ma, dopo aver pagato il debito, non esegue quanto promesso. Un ospedale presso cui Wyatt e la sua squadra si recano spesso è quello dove lavora Alice Alden (Elizabeth Reaser), un medico con cui Wyatt ebbe una relazione all'università che però finì male; tuttavia tra i due resta accesa un'intesa speciale che occasionalmente sfocia in incontri sessuali nonostante Alice stia con un altro uomo. La squadra di Wyatt è composta da John "Sack" Hallon (Omari Hardwick), un uomo che in passato si drogava ed ora sta cercando di ristabilire il rapporto con il figlio, Angela De La Cruz (Tracy Vilar), una donna omosessuale tosta e decisa, e dalla matricola Harper Sims (Michael McMillian), un mormone dalla mente un po' chiusa che presto imparerà molto dalla vita grazie al suo lavoro.
Wyatt e gli altri lavorano tutto il giorno, non si fermano mai e vanno in soccorso delle persone appena infortunate entrandovi a contatto solo brevemente, ma, grazie ad un'idea brillante, allo spettatore viene mostrata in un rapido slide-show gran parte della vita della "vittima" gettandovi nuova luce.

## Episodi
| Stagione       | Episodi | Prima TV originale | Prima TV Italia |
| -------------- | ------- | ------------------ | --------------- |
| Prima stagione | 13      | 2006               | 2007            |